# Igricke
Koordináták: é. sz. 49,1500°, k. h. 18,3064°49.150000°N 18.306400°E
Igricke (1899-ig Ihristye, szlovákul Ihrište) Puhó városrésze, egykor önálló település Szlovákiában, a Trencséni kerületben, a Puhói járásban.

## Fekvése
A városközponttól 3 km-re északra fekszik.

## Története
Neve a magyar igric (= királyi énekmondó) főnévből származik.
A 18. század végén Vályi András így ír róla: „IHRISTYE. Tót falu Trentsén Várm. földes Urai külömbféle Uraságok, lakosai katolikusok, fekszik Vág Beszterczéhez fél mértföldnyire, határja meglehetős termékenységű.”
Fényes Elek 1851-ben kiadott geográfiai szótárában így ír a faluról: „Ihristye, tót falu, Trencsén vmegyében, Puchótól éjszak-nyugotra 1 órányira: 19 kath., 165 evang. lak. F. u. többen. Ut. p. Trencsén.”
1910-ben 194, túlnyomórészt szlovák anyanyelvű lakosa volt. A trianoni békéig Trencsén vármegye Puhói járásához tartozott.
1970-ben 165 szlovák lakta. A 20. század végén csatolták Puhóhoz.

## Külső hivatkozások
- Igricke Szlovákia térképén

## Lásd még
- Puhó
- Bélagyertyános
- Bezdédfalva
- Felsőkocskóc
- Hadas
- Vágormos